# Baldassare Galuppi
Baldassare Galuppi (18. oktober 1706 – 3. januar 1785) var en førende italiensk komponist af den komiske opera. Han skrev mere end 100 operaer, men skrev også kirkemusik samt nogle klaversonater.